# NML del Cigne
NML del Cigne (Nml Cygni), també coneguda com a Cyg NML, és una estrella hipergegant vermella ubicada a la Constel·lació del Cigne, amb un diamètre unes 1.650 vegades més gran que el del Sol, i és l'estrella més gran que es coneix actualment després d'UY Scuti. La seva distància a la Terra s'estima en al voltant d'1,7 Kpc, o uns 5500 anys llum. Fou descoberta pels astrònoms Neugebauer, Martz, i Leighton el 1965. El NML prové de les inicials dels noms d'aquests tres descobridors.
Aquesta estrella té un ambient amb pols al seu voltant. Té una nebulosa asimètrica en forma de fesol que és coincident amb la distribució dels màsers de vapor d'aigua. És un estel semirregular variable amb un període d'aproximadament 940 dies.